# Semplicità volontaria

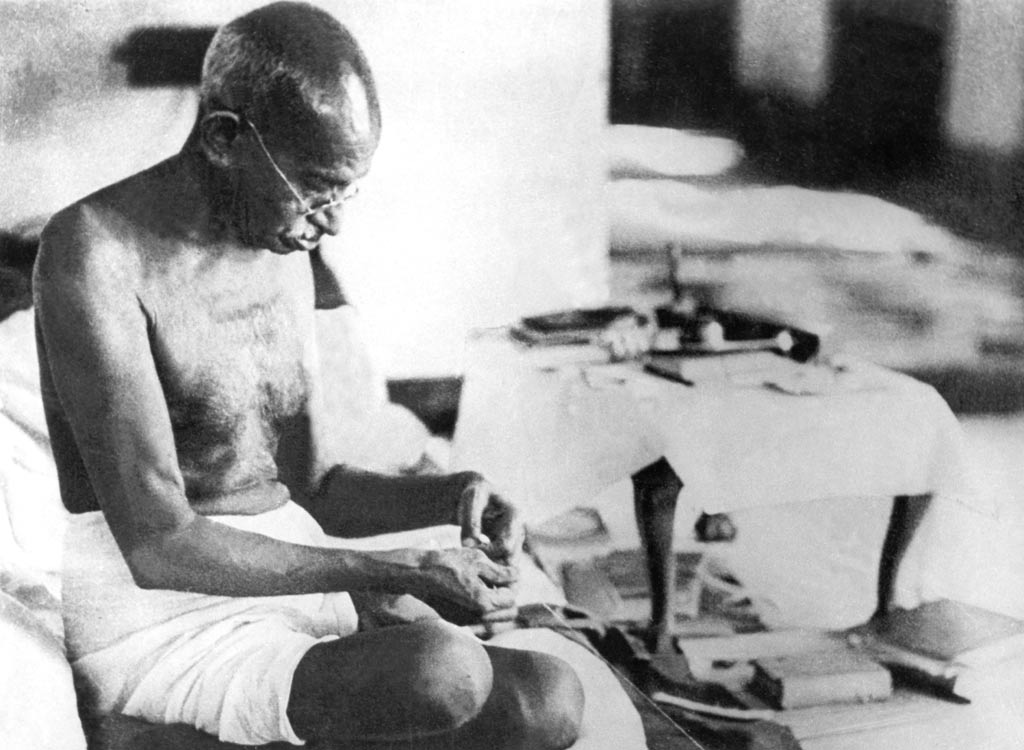
Il Mahatma Gandhi mentre lavora all'arcolaio (1942). Gandhi teorizzava e professava una vita di semplicità e di autosufficienza.

La semplicità volontaria (neologismo italiano, in inglese downshifting «scalare marcia») all'interno del mondo del lavoro e del più vasto concetto di lifestyle «stile di vita» o simple living «vivere in semplicità» è la scelta da parte di diverse figure di lavoratori - particolarmente professionisti - di giungere ad una libera, volontaria e consapevole autoriduzione del salario, bilanciata da un minore impegno in termini di ore dedicate alle attività professionali, così da godere di maggiore tempo libero (per dedicarsi alla famiglia, all'ozio, all'hobbystica, ecc.).
Questa innovazione all'interno delle filiere produttive industriali ed economiche ha dato vita ad un vero e proprio movimento di pensiero ed è considerata dai sociologi una delle più eclatanti e vistose conseguenze di uno fra i molti mutamenti sociali e di costume intervenuti negli ultimi anni nell'ambito del mondo del lavoro.

## Storia

### Religione e spiritualità
Un certo numero di tradizioni religiose e spirituali incoraggiano una “vita semplice”. Fra i primi esempi gli shramana tradizionali dell'età del ferro in India, gli insegnamenti spirituali del Buddha e il biblico nazireato (in particolare su Giovanni Battista). Gesù stesso ha praticato una vita semplice, in Marco 6,8-9 dice ai suoi discepoli “Non prendete nulla per il viaggio: né bastone, né sacca, né pane, né denaro, calzate dei sandali e non abbiate tunica di ricambio”. Molti grandi personaggi hanno sostenuto che l'ispirazione li ha portati a uno stile di vita semplice, come Benedetto da Norcia, Francesco d'Assisi, Ammon Hennacy, Lev Tolstoj, Rabindranath Tagore, Albert Schweitzer, e Mohandas Gandhi.
La vita semplice ha tradizioni che risalgono in Oriente con gli insegnamenti di leader spirituali quali Zarathustra, Buddha, Laozi, e Confucio, in occidente forti tradizioni arrivano dall'ellenismo, dalla cultura romana e dall'etica giudaico-cristiana. 

### Filosofia
Diogene di Sinope, una figura di spicco nell'antica filosofia greca del cinismo, ha affermato che una vita semplice era necessaria per la ricerca della virtù, e si dice che viveva coerente con il suo pensiero, in una botte di vino. Jean-Jacques Rousseau ha fortemente elogiato la “vita semplice” in molti dei suoi scritti, soprattutto nel suo Discorso sulle scienze e le arti (1750), e sul Discorso sulla disuguaglianza (1754), ma anche di intonazione ruralista in Emilio o dell'educazione (1762).
L'Epicureismo si basa sugli insegnamenti del filosofo greco Epicuro. L'Epicureismo vede nella vita serena il paradigma della felicità, resa possibile da scelte ponderate. In particolare Epicuro sottolinea che i problemi derivati dal cercare di mantenere uno stile di vita stravagante tendono a superare il piacere di esserne partecipe. Epicuro conclude quindi che ciò che è necessario per il raggiungimento della felicità si trova nel benessere fisico e in una vita semplice mentre tutte le cose non necessarie dovrebbero essere moderate o evitate. Anche lo stoico Epitteto propone la frugalità e l'autosufficienza.
Henry David Thoreau, uno scrittore naturalista americano, è ricordato per il suo pensiero, espresso nel suo libro Walden ovvero Vita nei boschi (1854), dedicato alla ricerca di una vita semplice e sostenibile. Thoreau ha condotto un esperimento di due anni andando a vivere da solo in un bosco sulle rive del lago Walden vivendo nello stile da lui enunciato.
Certi atteggiamenti si ritrovano anche in alcune pagine di Schopenhauer.
Nella Gran Bretagna vittoriana, lo scrittore e attivista Henry Stephens Salt, un ammiratore di Thoreau, rese popolare l'idea di “semplificazione” come il metodo più sano di vivere. Altri sostenitori inglesi della vita semplice dell'epoca furono il poeta e filosofo Edward Carpenter, lo scrittore e artista William Morris e i membri della “The Fellowship of New Life".
Il designer Charles Robert Ashbee e i suoi seguaci fecero proprie alcune di queste idee, collegando così la semplicità al movimento Arts and Crafts. Il romanziere britannico John Cowper Powys sostenne la vita semplice nel suo libro “Una filosofia della Solitudine” (1933). Gli scrittori John Middleton Murry e Max Plowys misero in pratica lo stile di vita semplice nel loro Adelphi Centre nell'Essex nel 1930. Il poeta irlandese Patrick Kavanagh difese il “diritto alla semplicità” basato sulla ruralità in alcuni dei suoi lavori. George Lorenzo Noyes, scrittore, artista e naturalista conosciuto come il Thoreau del Maine, ha vissuto una vita selvaggia, sostenendo attraverso il suo lavoro creativo una vita semplice e rispettosa della natura. Durante gli anni 1920 e 1930, il gruppo letterario americano “Southern Agrarians” si espresse a favore di uno stile culturale e di vita incentrato su tradizioni e sostenibilità del ruralismo, in contrapposizione alla urbanizzazione e industrializzazione che andavano a dominare il mondo in quel momento.
L'economista Thorstein Veblen espresse allarme contro il “consumo cospicuo” e il “materialismo economico” nella sua opera principale, “La teoria della classe agiata” (1899). Il filosofo e sociologo statunitense Richard Gregg ha coniato il termine “semplicità volontaria” in “ The Value of Voluntary Simplicity” (1936). Dal 1920 numerosi autori moderni articolano sia la teoria che la pratica del vivere semplicemente, tra i quali il gandhiano Richard Gregg, gli economisti Ralph Borsoi e Scott Nearing, l'antropologo e poeta Gary Snyder, e il romanziere Ernest Callenbach.L'economista Ernst Friedrich Schumacher è andato contro la nozione che “più grande è meglio” nel suo libro “Piccolo è bello” (1973); Duane Elgin ha continuato la promozione della vita semplice in “Voluntary Simplicity” (1981). Lo scrittore accademico australiano Ted Trainer pratica e scrive trattati sulla semplicità.

## Pensiero
Assumendo come termini di riferimenti il downshifting (e il conseguente downshifter, ovvero colui che attua la scelta di preferire una maggiore disponibilità di tempo libero al miraggio di possibili brillanti carriere professionali), va detto che su tale fenomeno si sono innestati studi sociologici tesi a comprendere la reale portata del cambiamento anche sotto l'aspetto puramente del costume all'interno di concetti ormai ampiamente diffusi come quelli concernenti la qualità della vita nell'era del consumismo.
La rivalutazione di antichi e nuovi valori, come una maggiore cura della forma fisica e psichica è alla base del fenomeno della cosiddetta semplicità volontaria che fa del downshifting uno dei propri cardini. Il fenomeno - che riveste già in paesi come Stati Uniti d'America e Canada aspetti socialmente rilevanti e pare essere destinato, secondo i ricercatori, a segnare il costume nel mondo del lavoro dei prossimi anni - appare essere trasversale in rapporto ai sessi, riguardando tanto maschi quanto femmine in carriera. Il postulato base, tuttavia, pare presupporre il fatto che lo stipendio eventualmente decurtabile sia di per sé sufficientemente congruo per cui un taglio più o meno elevato possa risultare in qualche modo sostenibile.

Secondo Datamonitor, agenzia di Londra che si occupa di ricerche di mercato, si ritiene che nel 2007 i lavoratori intenzionati a ricorrere al downshifting siano circa sedici milioni anche se, e per ovvi motivi, tale cifra sembra essere difficile da prevedere e quantificare con esatta scientificità.
Il termine downshifting - a cui è stata dedicata, per iniziativa della Gran Bretagna, la settimana 23-29 aprile 2007 - è apparso per la prima volta nel 1994 sul Trends Research Institute di New York. A distanza di una dozzina di anni è stato acquisito dal New Oxford Dictionary che ne ha fissato il valore lessicale individuandone il significato nel (libero) scambio di una carriera economicamente soddisfacente ma evidentemente stressante, con uno stile di vita meno faticoso e meno retribuito ma più gratificante.
Va da sé che alle spalle di una tale scelta paiono esservi motivazioni altre e alte, come una maggiore considerazione per i temi dell'ecologia, della salute fisica e psicologica e, in ultima analisi, per una visione della vita in minore chiave consumistica (dove l'equazione meno lavoro meno guadagno pare fare fede a sufficienza), oltre che per un recupero di valori da tempo dati per superati come una rivalutazione dell'ozio, un recupero del concetto di lentezza, i mali che una economia drogata può portare con sé.
Direttamente o indirettamente sul tema della semplicità volontaria (o downshifting che dir si voglia) sono stati pubblicati alcuni testi che paiono costituire una base bibliografica di riferimento per questo argomento (almeno secondo il quotidiano la Repubblica che ha dedicato in un numero di aprile 2007 un ampio reportage al fenomeno - vedi nota 1) e che possono essere riassunti nei seguenti autori e rispettivi titoli:
- Christoph Baker, Ozio, lentezza e nostalgia
- Pierre Sansot, Buon uso della lentezza
- Tom Hodgkinson, L'ozio come stile di vita
- Viviane Forrester, L'orrore economico

Fra le personalità simbolo del nuovo movimento dei downshifter ne viene indicata una di particolare rilievo per il ruolo occupato, pubblico e politicamente importante: ovvero Robert Reich, docente universitario e segretario di stato al Lavoro dal 1993 al 1997 sotto la presidenza USA di Bill Clinton che decise, al principio del secondo mandato presidenziale di Clinton, di non seguirlo e di dimettersi per dedicare, per sua stessa ammissione, più tempo ai suoi figli. In Italia, tra i principali esponenti del movimento per la semplicità volontaria viene indicato Francesco Narmenni, autore di libri e del sito e pagina social Smettere di lavorare..

## Pratiche

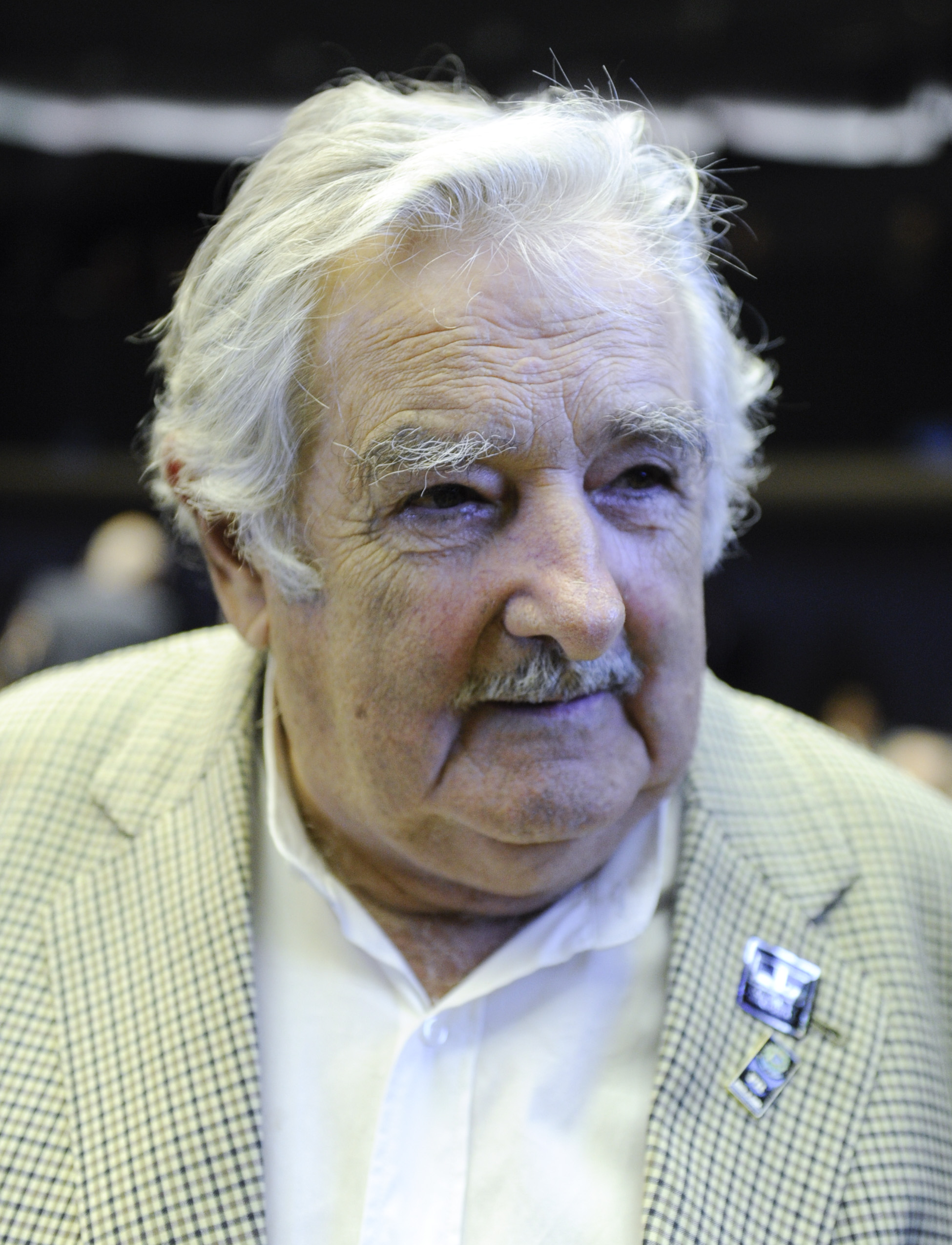
L'ex Presidente dell'Uruguay José Mujica è noto per adottare uno stile di vita semplice, ad esempio continuando, durante il suo mandato, ad abitare nella sua piccola fattoria, a guidare la sua vecchia automobile del 1987, e trattenendo solo una piccola parte dello stipendio presidenziale (circa 800 euro mensili, meno di un decimo dell'appannaggio).

Alcune persone praticano una vita semplice riducendo i consumi. Abbassando la spesa per beni e servizi, il tempo impiegato per guadagnare denaro può essere ridotto. Il tempo risparmiato si può impiegare per perseguire altri interessi o aiutare gli altri attraverso il volontariato. Si può utilizzare il tempo libero in più per migliorare la propria qualità di vita, ad esempio svolgendo attività creative quali arte e artigianato. Lo sviluppo di un distacco dal denaro ha portato alcuni individui come Daniel James Shellabarger (Suelo) e Mark Boyle a vivere completamente senza soldi. La riduzione delle spese può portare anche ad un risparmio tale da consentire l'indipendenza finanziaria e la possibilità di andare prima in pensione.
Dal 1995 la Gran Bretagna è base di una campagna di sensibilizzazione la “National Downshifting Week” (la settimana nazionale della decrescita), che incoraggia i partecipanti a vivere con meno. Creatore della campagna è Tracey Smith che afferma “Più soldi si spendono, più tempo devi passare là fuori a guadagnare denaro e meno tempo passerai con le persone che ami”.